# Wilhelm II. (Eu)
Wilhelm II. (franz.: Guillaume II d’Eu; † Januar 1096) war ein Graf von Eu aus der Sippe der Rolloniden. Er war ein Sohn des Grafen Robert von Eu und der Dame Beatrix.
Im Bund mit Odo von Champagne, Robert de Montbray, Gilbert de Clare und Roger de Lacy, verschwor sich Wilhelm im Jahr 1088 gegen König Wilhelm II. Rufus um diesen abzusetzen und durch Stephan von Aumale zu ersetzen. Die Verschwörung wurde aber rechtzeitig aufgedeckt, worauf Wilhelm in die Normandie floh, sein englischer Besitz wurde konfisziert.
Am 13. Januar 1096 berief Wilhelm II. Rufus in Salisbury einen Gerichtstag ein, indem sich die Verschwörer in gerichtlichen Zweikämpfen von ihrer Schuld befreien und ihnen somit die Rückerstattung ihrer Güter in Aussicht gestellt werden sollte. Wilhelm trat gegen seinen Ankläger Geoffrey Baynard, ehemals Sheriff von Yorkshire, an und verlor den Kampf. Auf königlichem Erlass wurde er darauf geblendet und kastriert, wenige Tage später starb er an den Folgen der Bestrafung. Sein Cousin und Mitverschwörer Guillaume d’Audrey wurde gehängt.
Wilhelm I. von Eu war verheiratet mit Helisende, einer Schwester von Hugh d’Avranches, 1. Earl of Chester. Sie hatten mehrere Söhne, darunter:
- Heinrich I. († 12. Juli 1140), Graf von Eu